# 维拉朗加鲁
维拉朗加鲁是巴西南大河州的一个市镇。总面积152.172平方公里，总人口2230人，人口密度14.7人/平方公里。